# Вторая лига Португалии по футболу
Сегу́нда-ли́га (порт. Segunda Liga) — является португальской футбольной лигой 2-го национального уровня. С сезона 2018/19 в розыгрыше участвует 18 клубов. По результатам встреч клубы, занявшие первые два места, повышаются в Примейру; клуб, занявший 3-е место, разыгрывает право на повышение с клубом, занявшим 16-е место в Примейре;  последние два клуба выбывают в Третью лигу, также 16-я команда играет переходные матчи с командой Третьей лиги.
До 1990 года вторым уровнем была «Сегунда-дивизан» (порт. Segunda Divisãoen — Второй дивизион), с созданием Второй лиги она стала третьим уровнем (стала называться Segunda División B, с 2005 года вернула название Segunda Divisão).
Изначально в 1990 году Вторая лига получила название «Сегунда дивизан ди онра» (порт. Segunda Divisão de Honra). После того, как обе общенациональные лиги стали проводиться по эгидой Португальской лиги профессионального футбола, была переименована (в 1999 году) в «Сегунда лига» (порт. Segunda Liga). В 2005 году название было изменено на «Лига ди онра» (порт. Liga de Honra). В соответствии со спонсорскими соглашениями официальное название в сезонах 2007/08—2009/10 — «Лига Виталиш» (порт. Liga Vitalis), затем до 2012 года — «Лига Оранжина» (порт. Liga Orangina). С 2016 года такжек известна как LigaPro.